# Белякова, Ольга Владимировна
О́льга Влади́мировна Беляко́ва (по мужу Соро́кина; род. 26 сентября 1988, Андропов, Ярославская область) — российская шорт-трекистка, мастер спорта международного класса. Серебряный призёр чемпионата Европы, 2-кратная призёр этапов Кубка мира, 2-кратная чемпионка и 4-кратная призёр чемпионата России в многоборье, 7-кратная чемпионка и 19-кратная призёр чемпионата России на отдельных дистанциях. Выступала за ЦОВС (Коломна) и ШВСМ (Рыбинск).

## Биография
Ольга родилась в Андропове в обычной и совсем не спортивной семье. Однажды в школу № 5, где она учились с сестренкой Настей в пятом классе, пришла тренер по шорт-треку Марина Старостина и позвала детей кататься на коньках. Записался почти весь класс, но все быстро отсеялись, остались только они с сестрой. Так с 11 лет Ольга стала тренироваться в спортивной школе, и уже через несколько лет участвовала во всероссийских соревнованиях, а сестра к 10-му классу ушла из спорта. Первые два года просто каталась, играла в догонялки, училась маневрировать на коньках. На 4-й год стала ездить на соревнования.
После Олимпиады в Турине в 2006 году произошла смена поколений, и тренер высшей категории Сергей Юрьевич Шлемин устроил её на тренировочные сборы вместе со сборной страны. Она не входила в команду страны, но с ней тренировалась и не пропустила ни одного сбора. В декабре 2006 года Ольга стала серебряным призёром чемпионата России в многоборье и в 2007 году вошла в состав национальной сборной по шорт-треку. В январе 2007 года впервые участвовала на чемпионате мира среди юниоров. Через неделю дебютировала на чемпионате Европы в Солихалле, где осталась в третьем десятке.
В 2008 году на чемпионате мира среди юниоров лучшим стало 11-е место в забеге на 1500 метров, а в марте на чемпионате мира среди команд финишировала с партнёршами на 8-м месте. На чемпионате России заняла 2-е место на дистанции 500 метров и 3-е на 1000 метров. На чемпионате России 2009 года завоевала «серебро» на 500 метров и три «бронзы» на 1500, 3000 метров и в многоборье. В сезоне 2008/2009 дебютировала на Кубке мира. В январе 2010 года на чемпионате Европы в Дрездене стала серебряным призёром в женской эстафете.
В феврале 2010 года на зимних Олимпийских играх в Ванкувере участвовала в забеге на 1500 метров, но заняла только 26-е место. В марте на чемпионате России выиграла «золото» в забеге на 1000 метров, а также два «серебра» на 500 и 1500 метров, а в декабре она стала чемпионкой страны в многоборье. В январе 2011 года на чемпионате Европы в Херенвене финишировала на 11-м месте в многоборье. На индивидуальном и командном чемпионатах мира выступила неудачно в том году. В марте на чемпионате России в третий раз подряд выиграла дистанцию 1000 метров, а в многоборье заняла 2-е место.
В 2012 году Ольга неплохо выступила на чемпионате Европы в Млада-Болеславе, заняв 5-е место в многоборье. На чемпионате мира в Шанхае поднялась на 9-е место в общем зачёте и стала 4-й в забеге на 1500 метров, что стало её лучшим результатом на мировых первенствах. На чемпионате России в марте стала первой в забеге на 1500 метров. На чемпионате Европы в 2013 году лучшим стало 5-е место в эстафете и на чемпионате мира в Дебрецене заняла 7-е место в эстафете. В декабре 2013 года Белякова выиграла во второй раз чемпионат страны в многогборье.
Она была членом олимпийской сборной России на зимних Олимпийских играх в Сочи и в забеге на 1500 метров заняла 14-е место, в беге на 1000 метров стала 20-й и в эстафете с партнёршами финишировала на 4-м месте. Через месяц после игр Ольга участвовала на чемпионате мира в Калгари и заняла 6-е место в эстафете. На чемпионате России выиграла золотую медаль на дистанции 1500 метров, серебряную на 1000 и бронзовую на 3000 метров. В 2015 году родила ребёнка и пропустила сезон.
После возвращения в 2016 году стала серебряным призёром чемпионата России в многоборье в забеге на 1000 и 3000 метров, а через год серебряным призёром на 1500 метров и бронзовым на 500 метров. Она продолжала участвовать в различных Российских соревнованиях и в 2019 году, в возрасте 30 лет, смогла выиграть ещё «серебро» на дистанции 1000 метров и «бронзу» на 1500 метров на чемпионате России на отдельных дистанциях. В 2020 году после рождения девочек-близняшек решила завершить карьеру спортсменки.

## Личная жизнь
Ольга Белякова окончила в 2015 году тренерский факультет Смоленского института физической культуры. В настоящее время она тренирует ребят в СШОР № 4 города Рыбинска. В 2010 году вышла замуж за шорт-трекиста Дмитрия Сорокина у них есть сын Максим (2015) и дочери-близняшки (2020).